# Going to California (nummer)
"Going to California" is een nummer van de Britse rockband Led Zeppelin. Het is het zevende nummer van hun vierde album Led Zeppelin IV (1971).
Het folk-achtige, akoestische nummer klinkt weemoedig en is een heel verschil in vergelijking met de rest van het album dat overwegend beheerst wordt door harde rocknummers.

## Geschiedenis
"Going to California" gaat, naar verluidt, over de Canadese zangeres Joni Mitchell. Zanger Robert Plant was in die periode smoorverliefd op haar. Tijdens live uitvoeringen van het nummer noemde Plant vaak haar naam, "Joni" na de tekstregels:
"To find a queen without a king,
They say she plays guitar and cries and sings".
Aangenomen wordt dat deze regels verwijzen naar het nummer "I Had a King" van Joni Mitchell uit 1968.
Eigenlijk zou het nummer gaan over de aardbevingen waar de Amerikaanse staat Californië vaak mee te maken heeft. Toen gitarist Jimmy Page samen met geluidstechnicus Andy Johns en manager Peter Grant in Los Angeles was om het album "Led Zeppelin IV" te mixen, waren ze getuige van een kleine aardbeving. Op dat moment heette het nummer nog "Guide to California".

## Live uitvoeringen
Bij live optredens speelde de band het nummer tijdens hun akoestische set. Het werd voor de eerste keer live gespeeld tijdens hun tournee door Groot-Brittannië in het voorjaar van 1971.
Een liveversie van het nummer dat de band speelde in het Earls Court Exhibition Centre in Londen (mei 1975), is in 2003 uitgebracht op de "Led Zeppelin DVD". In 2007 verscheen dezelfde versie op het verzamelalbum "Mothership".
Robert Plant speelde het nummer tijdens zijn solotournees in 1988 en 1989. Ook tijdens de Silver Clef Awards uitreiking in 1990 voerde Plant het nummer uit. Dat jaar won Plant deze Award trouwens.
In 2005, tijdens de promotietournee voor zijn album "Mighty ReArranger", voerde Plant het nummer nogmaals uit.

## Instrumentale versie
Op de in 2014 verschenen geremasterde uitgave van "Led Zeppelin IV" staat op de tweede cd een instrumentale versie van het nummer, Going to California (Mandolin/Guitar Mix). Deze versie duurt 3:34 terwijl het origineel 3:32 duurt. Het nummer is opgenomen op 29 januari 1971 in Headley Grange samen met geluidstechnicus Andy Johns.

## Bezetting
- Robert Plant - leadzang
- Jimmy Page - akoestische gitaar
- John Paul Jones - mandoline

## Cover-versies
Going to California is door diverse artiesten gecoverd. De bekendste zijn:
| Artiest        | Album                                      | Jaar |
| -------------- | ------------------------------------------ | ---- |
| Dread Zeppelin | Hot & Spicy Beanburger                     | 1993 |
| Great White    | Great Zeppelin - A Tribute to Led Zeppelin | 1999 |
| Led Zepagain   | Led Zepagain: A Tribute To Led Zeppelin    | 2005 |
| Amy Lee        | Recover - Vol. 1                           | 2016 |